# 塞鲁科罗拉多

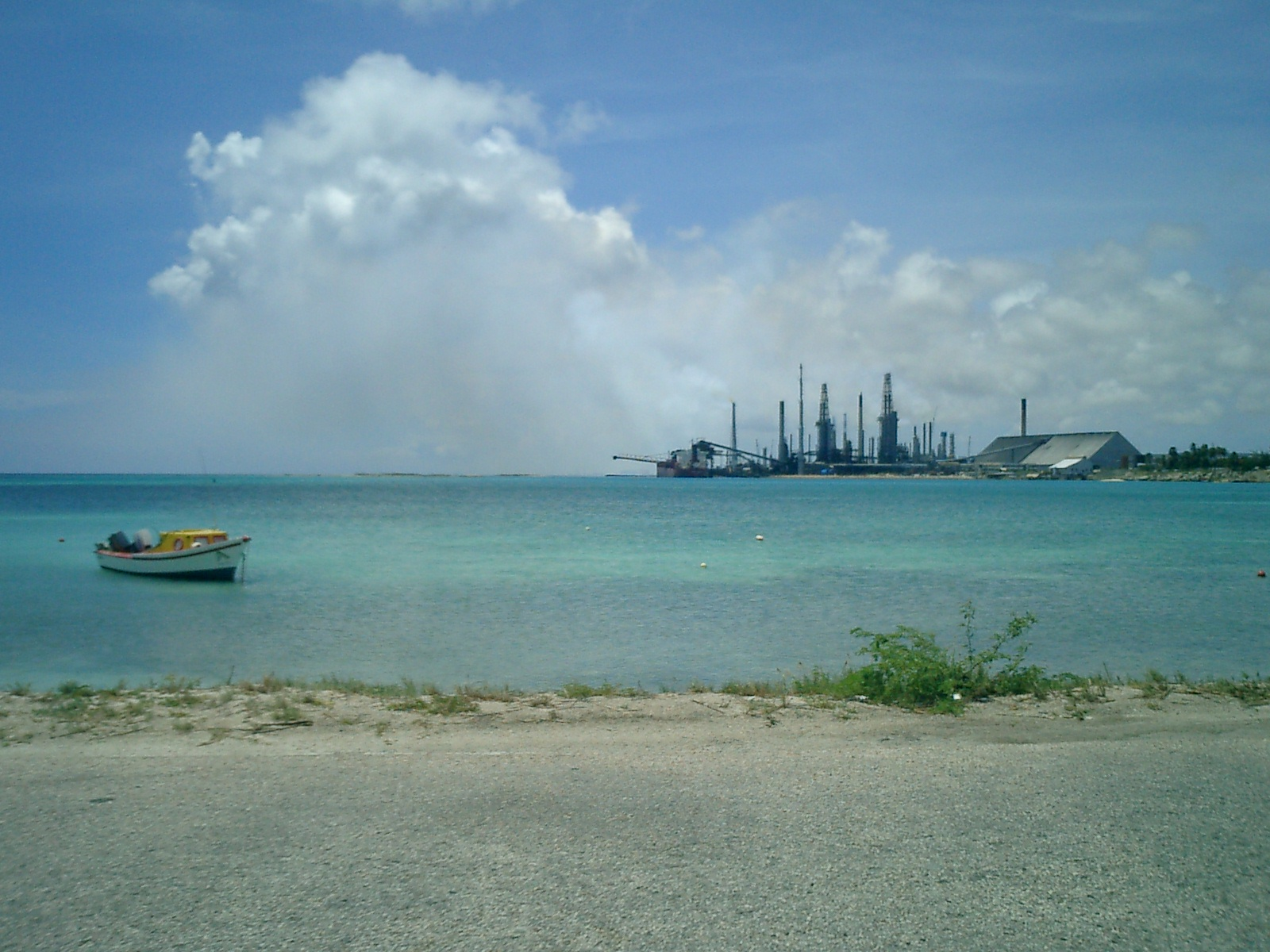
塞鲁科罗拉多

塞鲁科罗拉多（Ceru Colorado或Sero(e) Colorado）是荷兰王国在加勒比海构成国阿鲁巴东南角的一座城镇，海拔高度0米。该地有塞鲁科罗拉多社区教堂。
12°25′N 69°53′W / 12.417°N 69.883°W